# Johannes Winkler
Pour les articles homonymes, voir Winkler.
Johannes Winkler (29 mai 1897 - 27 décembre 1947) est un pionnier allemand de la conquête de l'espace.

## Biographie
Johannes Winkler est né à Bad Carlsruhe, arrondissement d'Oppeln (de) (province de Silésie) en 1897. Passionné par l'astronautique, il fonde le 5 juillet 1927 la Verein für Raumschiffahrt (VfR), une « association pour la navigation spatiale » ou association d'astronautique dont il devient le premier président. Cette association regroupera plus de 500 membres, parmi lesquels figurent quelques-uns des pionniers les plus importants de la conquête spatiale, tels que Wernher von Braun ou Hermann Oberth.

### Sa première fusée à carburants liquides
Lorsqu'il travaillait à l'Institut de Recherche de Junkers, à Dessau (à partir de septembre 1929), Johannes Winkler a commencé la conception de la fusée HW1 : c’est une fusée à ergols liquides dont l’animation ci-dessous montre qu’elle est à ‘‘traction avant’’ (son moteur est en haut). À son premier vol, en février 1931, elle ne monta qu’à 3 m de haut. Un mois plus tard, cependant, le 14 mars 1931, elle atteignit l’altitude de 60 m en retombant à 200 m de distance. C'était la première fusée à fonctionner avec des ergols liquides (avant même celle de Goddard).

Animation de la fusée HW1 de Johannes Winkler